# 太田市立太田中学校・高等学校
太田市立太田中学校・高等学校（おおたしりつ おおたちゅうがっこう・こうとうがっこう　英:Ota Junior High School・High School）は、群馬県太田市細谷町に所在し、中高一貫教育を提供する市立中学校・高等学校。市内などでは、市立太田(いちりつおおた)と略称で呼ばれる。2015年3月31日まで、太田市立高等学校は、太田市立商業高等学校（おおたしりつしょうぎょうこうとうがっこう）であり、通称｢太商｣であった。

## 概要
太田市内ではぐんま国際アカデミー初等部・中等部・高等部に続き、2校目の併設型中高一貫校である。同じ太田市内にある群馬県立太田高等学校と異なり、男女共学である。日本で最初に情報科を設置した高等学校であった。
過去の名称は太田市立太田商業高等学校。

### 校訓
- 誠実・・・人間性を基本として、何事にも真心を持って真剣に取り組んでいく
- 友愛・・・万人を敬う愛を基本として、友・師・学への愛を大切にする
- 創造・・・新たに飛躍することを基本として、輝く未来を創っていく

### 教育目標
- 確かな知性・豊かな人間性・たくましい心身を培い、高い志をもち、自ら未来を拓く生徒を育成する

## 沿革

### 略歴
太田市立太田高等学校は、1964年、太田市立商業高等学校として開校した。2012年、太田市立太田中学校が開校し、中高一貫教育を開始した。2015年、太田市立商業高等学校は、太田市立太田高等学校に改称した。

### 年表
- 1964年（昭和39年）4月 - 創立[5]
- 1996年（平成8年） - 第68回選抜高等学校野球大会初出場[6]
- 2002年（平成14年） - 情報処理科を情報科に改編[7]
- 2012年（平成24年）4月1日 - 太田市立太田中学校が開校し、太田市立商業高等学校と中高一貫教育を実施する。
- 2013年（平成25年）4月1日 - 情報科生徒募集停止。
- 2015年（平成27年）
  - 3月31日 - 情報科廃止。
  - 4月1日 - 太田市立商業高等学校を太田市立太田高等学校に校名変更、普通科を設置・普通科入学生受け入れ開始。
- 2023年（令和5年）4月1日 - 外部からの普通科の生徒募集を停止。普通科は、内部進学のみになる。[8]

## 基礎データ

### 所在地
- 群馬県太田市細谷町1510番地

### 学科（高等学校）
- 全日制課程[9]
  - 普通科 (中学校からの内部進学のみ。)
  - 商業科

### かつて設置された学科（高等学校）
- 全日制課程
  - 情報科

### 通学区
- 群馬県全域[10][11]

## 象徴

### 校章
- 校章はギリシャ神話の商業神マーキュリーを表している。中央の杖は権威、鳥の翼は敏捷、蛇は知恵を表している

### 校歌
- 校歌は、中高統一されている。
- 作詩草野心平　作曲小山清茂[12]
- ２番構成。

### 校内の施設
中学校と高等学校で校舎がわかれているが、授業等で中学生が高等学校の施設を使う。

## 学校行事

### 中学校
太田市立太田中学校の年間学校行事は以下の通り
4月
- 入学式　新入生オリエンテーション　新入生合宿

5月
- 社会人講話

6月
- 尾瀬学校(2年)　体育大会

7月
- 夏期休業

8月
- ニュージーランド語学研修(3年希望者)　太田中イングリッシュキャンプ(3年)　夏期休業

9月
'10月
- オープンスクール　百貨市(中高)　燦らめき祭

11月
12月
- 東京校外学習(2年)　修学旅行(3年)　冬季休業

1月
- 百人一首大会　冬季休業

2月
- スキー合宿(2年)

3月
- 職場体験学習(1年)　学年末休業

#### 高等学校
太田市立太田高等学校の年間学校行事は以下の通り
4月
- 入学式　新任式　始業式　部活動結成

5月
- 高校総体　野球定期戦　中間考査

6月
- 生徒総会　芸術鑑賞教室　期末考査

7月
- 百貨市株主総会　期末考査　生徒会選挙　終業式

8月
- 夏季休業　学習合宿　学校説明会　始業式

9月
- 球技大会　オープンスクール　採用試験開始

10月
- 百貨市　中間考査

11月
- 修学旅行　吹奏楽部定期演奏会

12月
- 百貨市株主総会　終業式　冬期課外

1月
- 始業式　学年末考査（3年）

2月
- 学年末考査（1・2年）

3月
- 卒業式　海外研修　終業式　学年末休業

### 百貨市
毎年10月に、2日間にかけて百貨市という大規模販売実習が開催されている。生徒及び教職員が株主として模擬株式会社を設立し、企画・店舗設計・広告等販売促進活動・仕入・販売・決算、更に利益処分を行うなど企業の経営活動全過程を実習するものである。

## 生徒会活動（中学校）

### 生徒会
- 生徒会は全ての生徒が所属する。生徒会本部役員は、11月に行われる、選挙によりふさわしい生徒を決定する。
- 本部役員は7人で構成され、その内訳は、1年生3人(男女関係なし)、2年生男女2人ずつ4人である。
- 本部役員の中から、１人生徒会長を決める。
- 本部役員は、3つの役職があり、それぞれ1年生2年生1人ずつの2人で務める。

### 委員会
- 学年委員会
- 保健委員会
- 体育委員会
- 生活委員会
- 安全委員会
- 学習委員会
- 広報委員会
- 図書文化委員会
- 環境美化委員会
- ボランティア委員会

## 部活動など

### 運動部
- バレーボール部（高等学校）
- ソフトボール部（高等学校）
- レスリング部（高等学校）
- 弓道部（高等学校）
- テニス部（高等学校）
- 空手部（高等学校）
- 野球部（中学校・高等学校）
- バドミントン部（中学校・高等学校）
- サッカー部（中学校・高等学校）
- 水泳部（中学校・高等学校）
- 剣道部（中学校・高等学校）
- 硬式テニス部（中学校）
- 陸上競技部（中学校・高等学校）
- バスケットボール部（中学校・高等学校）
- 卓球部（中学校）

### 文化部
- 珠算部（高等学校）
- 簿記部（高等学校）
- ワープロ部（高等学校）
- コンピュータ部（高等学校）
- 演劇部（高等学校）
- 料理部（高等学校）
- 英語（同好会）（高等学校）
- 競技かるた（同好会）（高等学校）
- 茶道（クラブ）（高等学校）
- 華道（クラブ）（高等学校）
- インターアクト（クラブ）（高等学校）
- JRC（クラブ）（高等学校）
- 吹奏楽部（中学校・高等学校）
- 美術部（中学校・高等学校）

## アクセス
- 東武鉄道伊勢崎線細谷駅より徒歩5分

## 高校関係者一覧

### 著名な出身者
- 相澤寿聡 - 元広島東洋カープ 投手[15]
- 細谷圭 - 元千葉ロッテマリーンズ 内野手[16]
- 八木たまみ - 陸上競技・走高跳選手[17]
- 中里麗美 - 陸上競技中・長距離走・マラソン選手[18]